# Uffheim
Uffheim ist eine französische Gemeinde mit 1091 Einwohnern (Stand 1. Januar 2022) im Département Haut-Rhin in der Region Grand Est (bis 2015 Elsass). Sie gehört zum Arrondissement Mulhouse, zum Kanton Brunstatt-Didenheim und zum Gemeindeverband Saint-Louis Agglomération.

## Geografie
Uffheim liegt etwa auf halbem Weg zwischen Mülhausen und Basel und ungefähr eineinhalb Kilometer südwestlich von Sierentz. Das Gemeindegebiet umfasst 436 Hektar und liegt 270 bis 319 Meter über dem Meeresspiegel. Drei Bäche fließen parallel von Westen nach Osten durch das Gemeindegebiet: die Sauruntz, der Muehlbach und der Eschenbachgraben.

## Geschichte
Uffheim wird 916 im Zusammenhang mit einer Schenkung an das Kloster Einsiedeln erstmals urkundlich erwähnt. Das Gebiet um Uffheim und Sierentz wurde schon während der Bronzezeit besiedelt, was Ausgrabungen bestätigten (bronzezeitliche Siedlung im Gewann Linsenberg). Gräber der Merowingerzeit. Die Ortsnamenendung -heim deutet auf eine frühe fränkische Ansiedlung. Das Dorf gehörte zum alten Besitz der Habsburger im Oberelsass. Verwaltungssitz war Landser. Im Westfälischen Frieden ging der Ort 1648 mit dem gesamten elsässischen Besitz der Habsburger an die französische Krone. Von 1871 bis 1918 gehörte Uffheim zum Reichland Elsass-Lothringen.
Eine 1170 genannte, im 14. Jahrhundert erloschene Adelsfamilie, die hier auch eine Burg besaß, nannte sich nach dem Dorf. Der Gewannname Burggraben erinnert an diesen verschwundenen Wohnsitz. Die Pfarrkirche war einst die schon in einem Vertrag von 870 erwähnte Hochkirche, die Mutterkirche von Sierentz, Uffheim, Geispitzen und Waltenheim. Erst 1782 wurde Uffheim selbständige Pfarrei. 1829 entstand die jetzige Pfarrkirche, wobei der mittelalterliche Turm beibehalten wurde. Die ehemalige Synagoge in der Rue Roche (nur noch der Hauseingang erhalten) erinnert an die bedeutende jüdische Gemeinde im Ort. 1766 war über ein Drittel der Bevölkerung jüdisch. Während der deutschen Besatzung im Zweiten Weltkrieg wurden die verbliebenen jüdischen Einwohner 1940 nach Südfrankreich deportiert. Nach Angaben von Yad Vashem fielen später vierzehn ehemalige Einwohner dem Holocaust zum Opfer.
Eine der heute aufgegebenen fünf Mühlen des Dorfes erscheint bereits 1284 in den Urkunden.

## Bevölkerungsentwicklung
| Jahr      | 1962 | 1968 | 1975 | 1982 | 1990 | 1999 | 2006 | 2017 |
| Einwohner | 552  | 573  | 585  | 658  | 767  | 860  | 859  | 885  |

## Sehenswürdigkeiten
Die heutige Kirche entstand 1829 anstelle einer Kapelle, die 1782 zur Pfarrkirche ernannt wurde. Vom Vorgängerbau wurde der Satteldachturm des 14. Jahrhunderts beibehalten. In der Kirche zwei Gemälde von dem aus Uffheim stammenden Sebastian Gutzwiller (St. Michael und eine Immaculata). Schlecht erhaltene spätmittelalterliche Wandmalereien. Schlichte spätklassizistische Portalfassade.   
Kasematte der Maginot-Linie: Mémorial Maginot de Haute Alsace, kann besichtigt werden.
Einige gut erhaltene Fachwerkbauten

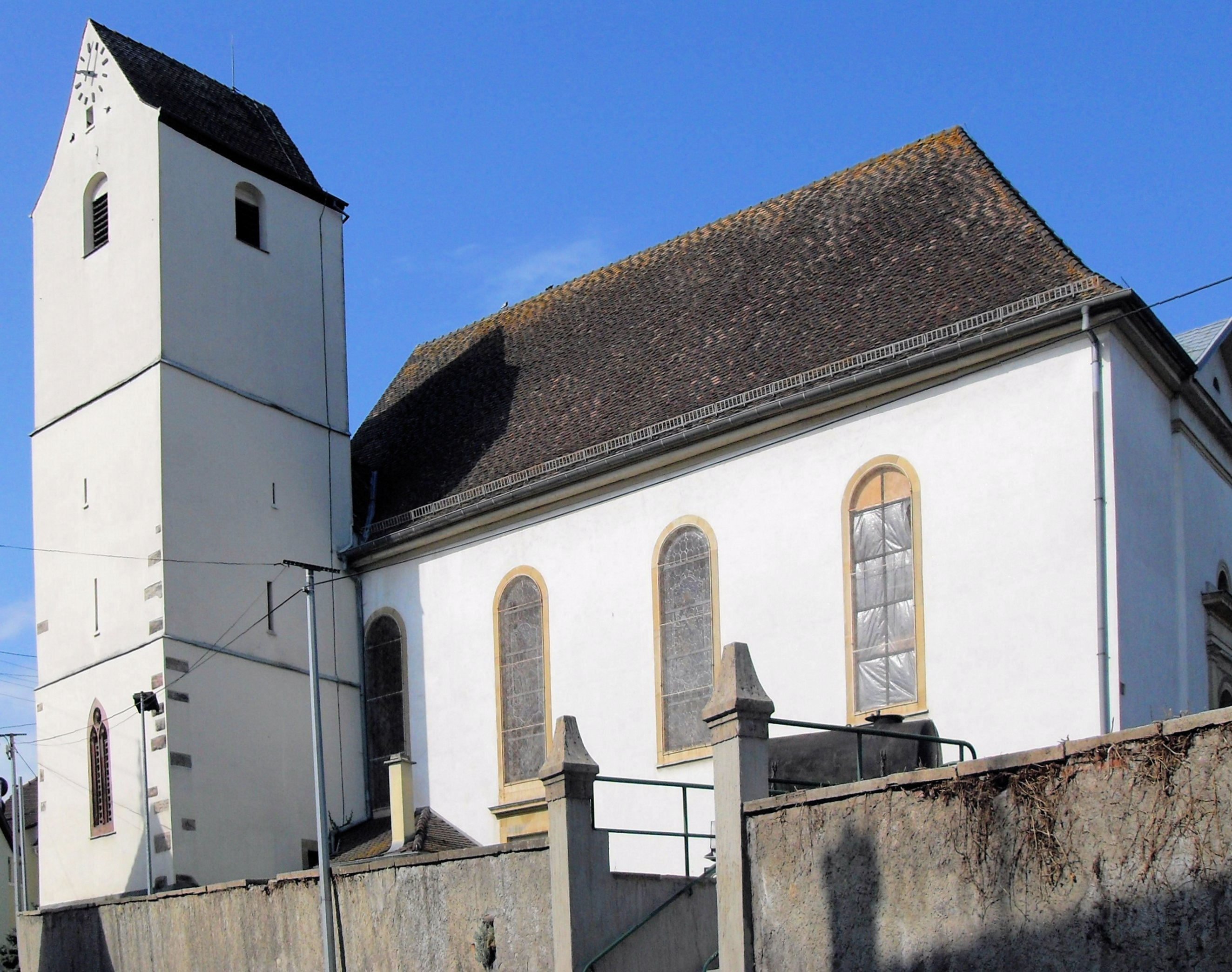
Kirche St. Michael

## Persönlichkeiten
Der Maler Sebastian Gutzwiller (1798–1872) stammt aus Uffheim.